# Byttneria decaryana
Byttneria decaryana är en malvaväxtart som beskrevs av Arenes. Byttneria decaryana ingår i släktet Byttneria och familjen malvaväxter. Inga underarter finns listade i Catalogue of Life.